# سهل العمق
سهل العمق (بالتركية: Amik Ovası)، سهل يقع في لواء إسكندرون. يعد من أخصب سهول بلاد الشام. يخترقه نهر العاصي قادمًا من محافظة إدلب في طريقه إلى البحر المتوسط. توجد فيه بحيرة العمق التي يرفدها نهر الأسود ونهر عفرين. توجد فيه مدينة الريحانية.
تزرع في السهل محاصيل حقلية مثل القطن والتبغ. كان يشتهر أيضًا بإنتاج البرغل.